# Liste der kroatischen Botschafter in Österreich
Liste der kroatischen Botschafter in Österreich.

## Botschafter
Die kroatische Botschaft in Österreich befindet sich in der Heuberggasse 10, im 13. Wiener Gemeindebezirk Hietzing.
1992: Aufnahme diplomatischer Beziehungen
- 1992–1994: Ivan Brnelić
- 1994–1998: Milan Ramljak (1938–2018)
- 1998–2000: Ivan Ilić
- 2000–2004: Dražen Vukov Colić (* 1944)
- 2004–2011: Zoran Jašić (1939–2021)
- 2011–2015: Gordan Bakota (* 1967)
- 2015–2019: Vesna Cvjetković (* 1954)
- 2020-    : Daniel Glunčić (* 1970)

## Ständige Vertreter bei der OSZE und den Vereinten Nationen
Die Ständige Vertretung Kroatiens bei den internationalen Organisationen in Wien (OSZE und Vereinte Nationen) befindet sich in der Bartensteingasse 16, im 1. Wiener Gemeindebezirk Innere Stadt.
1992: Aufnahme als Mitglied
- 1993–1996: Darko Bekić (* 1946)
- 1997–2002: Mario Nobilo (* 1952)
- 2002–2008: Vladimir Matek (* 1948)
- seit 2008: Neven Madey (* 1945)